# 水井交流道
水井交流道位於臺灣雲林縣口湖鄉，為臺灣台61線指標253公里處的交流道，在2004年1月19日通車。交流道型式為分離式簡易鑽石型：南出北入匝道位於湖口村；北出南入位於水井村。
|  | 253 水井 |  | 椬梧 |

## 外部連結
- 台61線水井交流道示意圖 （页面存档备份，存于）（交通部公路總局）